# Grosser Stein mit umgebenden Buchenwäldern
Grosser Stein mit umgebenden Buchenwäldern este o arie protejată (arie specială de conservare — SAC, sit de importanță comunitară — SCI) din Germania întinsă pe o suprafață de 80,34 ha, integral pe uscat.

## Localizare
Centrul sitului Grosser Stein mit umgebenden Buchenwäldern este situat la coordonatele 50°43′48″N 8°07′06″E / 50.73°N 8.1183°E.

## Înființare
Situl Grosser Stein mit umgebenden Buchenwäldern a fost declarat sit de importanță comunitară în octombrie 2000 pentru a proteja un număr necunoscut de specii din flora spontană și fauna sălbatică aflate în arealul zonei. Situl a fost protejat și ca arie specială de conservare în decembrie 2003.

## Biodiversitate
Situată în ecoregiunea continentală, aria protejată conține 4 habitate naturale: Grohotișuri silicioase medio-europene, la altitudine înaltă, Păduri de fag Luzulo-Fagetum, Păduri pe pante, grohotișuri și ravene de Tilio-Acerion, Păduri aluvionare cu Alnus glutinosa și Fraxinus excelsior (Alno-Padion, Alnion incanae, Salicion albae).
La baza desemnării sitului se află un număr nedeclarat de specii protejate.
Pe lângă speciile protejate, pe teritoriul sitului au mai fost identificate 1 specie de plante, 1 specie de mamifere, 5 specii de nevertebrate.